# Efiks
Els efiks són un grup humà que habita sobretot al sud-est de Nigèria. La seva llengua és l'efik. Al segle xvi els efiks van migrar a la seva terra actual des de l'actual Camerun i van fundar nombrosos assentaments a la zona de Calabar, a l'actual Cross River. La majoria viuen en aquest estat i en el d'Akwa Ibom. Els europeus colonials van anomenar Regne de Calabar el seu estat d'Akwa Akpa. Però aquest no s'ha de confondre amb el Regne de Kalabari de l'actual estat de Rivers, que és un estat ijaw, que està més a l'oest.
Els efiks i els pobles propers dels anaangs i dels ibibios també viuen al sud-oest del Camerun, a la península de Bakassi. Aquesta regió, que anteriorment era part de Nigèria, va passar a ser del Camerun el 1961. Això va provocar la divisió dels efiks en dos estats.

## Història

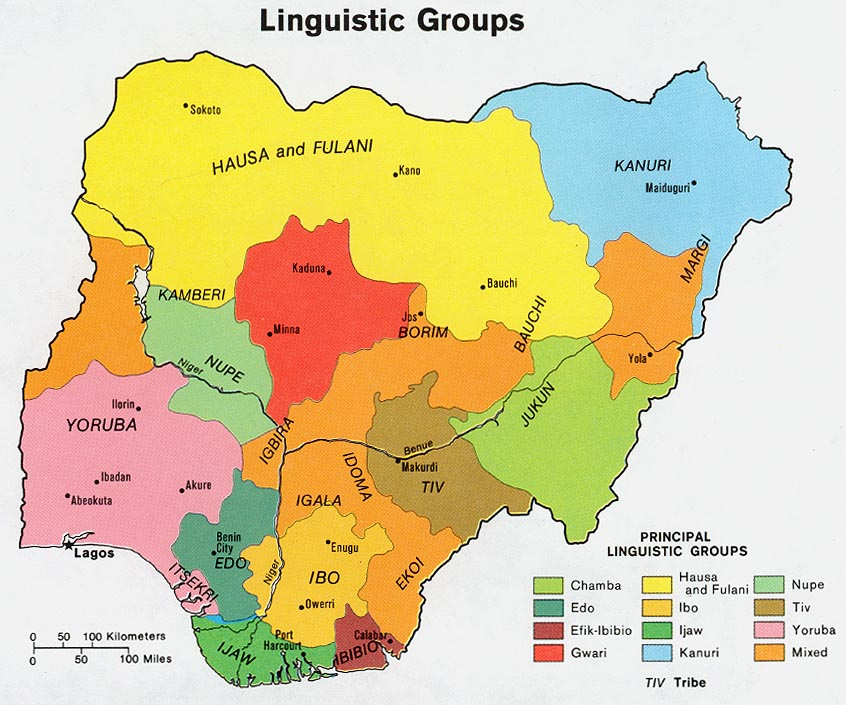
Mapa lingüístic de Nigèria. Els Ibibios i els efiks estan a la zona de l'extrem sud-est.

Tot i que la seva economia estava basada originàriament en la pesca, a principis del segle xx es van desenvolupar ràpidament per a esdevenir un centre comercial. Els efiks intercanviaven esclaus i oli de palma per a béns europeus. Els reis efiks cobraven taxes al comerç als vaixells que hi comerciaven fins que els britànics van colonitzar la zona.
Els efiks van ser intermediaris entre els comerciants europeus i les tribus de l'interior. A mitjans del segle xix van començar a haver missions cristianes que van anar a la terra dels efiks per a introduir el cristianisme. Al segle xx la majoria dels efiks vesteixen amb vestits europeus, són cristians i han adquirit els costums occidentals.
Els efiks estan íntimament relacionats amb els anaang, els ibibios, els orons, els biases, els akampkpa, els uruans i els ekets amb qui tenen ancestres comuns. Tots aquests parlen llengües molt semblants.
La societat secreta ekpe cohesiona els efiks amb les altres tribus afins. Aquests van inventar l'antiga forma d'escriptura, Nsibidi.
Els efiks i els altres pobles de l'antic regne de Calabar foren els primers que van rebre educació occidental de l'actual Nigèria.

L'efik als Estats Units segons el Cens del 2000.

El 1884 els reis efiks i es van posar sota la protecció dels britànics. Aquests tractats estan documentats al CAP 23 de Laws of Eastern Nigeria. El rei efik, també conegut com a Obong de Calabar avui en dia encara és un poder polític entre els efiks.

## Llengua
Els efiks parlen la llengua efik. Alguns dels seus dialectes són l'Oron, el Biase, l'Anaang i l'Ibibio.